# 在米日本人社会主義者団
在米日本人社会主義者団（ざいべいにほんじんしゃかいしゅぎしゃだん）は、1918年（大正7年）8月、片山潜を中心に在米日本人の若手社会主義者たちが結成した団体である。

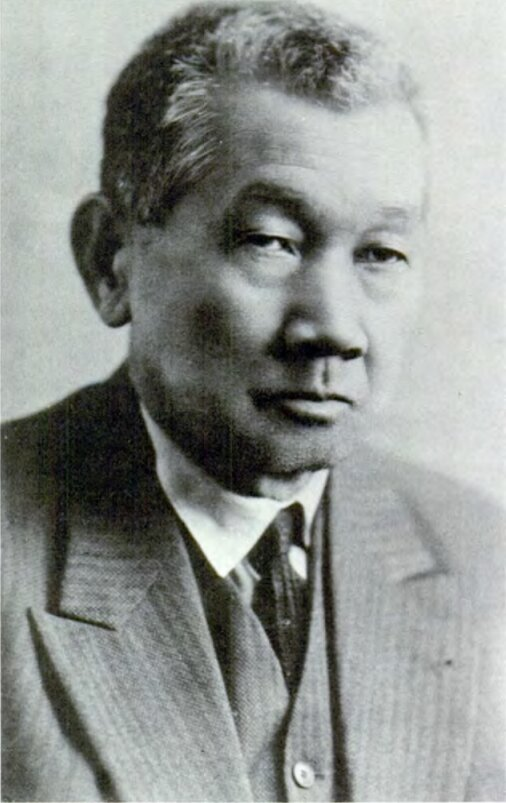
片山潜 / 「在米日本人社会主義者団」結成の中心となった

## 概要
アメリカにあって、コミンテルンと日本国内の社会主義者との中継機関としての役割を果たし（いわゆるコミンテルンから日本への「西回りルート」）、日本共産党（第一次共産党）の結成に大きく貢献したことから、今日では日本共産党の源流の一つと見なされている。

## 沿革
幸徳事件（大逆事件）後、アメリカに亡命して社会主義者としての活動を続けていた片山潜は、1916年ないし1917年ころから、日本政府に対する大々的な示威運動のため日本人社会主義者の組織化を進めていた。翌1918年8月頃（9月との説もある）、片山はロシア十月革命・米騒動など前年からの世界情勢の変化に対応し、ニューヨークの自宅に集まる青年たちによるマルクス主義理論の研究会を組織した。結成には片山のほか田口運蔵・野中誠之・間庭末吉・渡辺春男・近藤栄蔵・河本弘夫らが参加、のちに石垣栄太郎・猪俣津南雄・鈴木茂三郎らを加え会員は10数名におよんだ。会の周辺で関与した人物としては高橋亀吉・前田河広一郎のほか、ブルジョア層である石本恵吉男爵（石本新六の子）や加納久朗子爵らがあったが、一時的な「若様の暖簾くぐり」に終わった。
結成翌年の1919年5月（6月とも）には近藤が帰国し、アメリカと連携しつつ、日本国内の社会主義者グループがコミンテルンに加盟するよう働きかけを行った。9月のアメリカ共産党結成に際して片山潜は党幹部に選ばれ、猪俣・鈴木らも参加して同党「日本人部」を構成した。10月6日には、片山・田口・野中による「在米日本人社会主義者団声明書」が発表され、さらに同月9日よりワシントンで開催された第1回国際労働会議においては、パンフレットを配布して日本の労働者代表問題を広くアピールし、同会議の日本労働代表顧問である堂前孫三郎に工作するなど会議への働きかけに貢献した（この結果日本代表は国際的非難を浴び、開会に際して資格審査を受けさせられることになった）。これら一連の活動により、このグループは初めてその存在が公に知られるようになった。
1920年9月、在米社会主義者団は日本社会主義同盟準備会宛にコミンテルンへの加盟を呼びかけ、翌21年3月（もしくは4月）に日本共産党暫定執行委員会（コミンテルン日本支部準備会）が東京で結成されると、近藤栄蔵も参加した。同年6月のコミンテルン第3回大会には在米の田口が参加し、次いでワシントン会議に対抗してコミンテルンが「極東諸民族大会」の開催（1922年1月 - 2月）を決定すると、9月に片山を初めとして田口・野中・間庭・鈴木・渡辺・二階堂梅吉のメンバーは大会参加のため大挙してロシアに渡った。しかしこれにより在米社会主義者団は主要メンバーを失い活動が停滞することになり同年11月解散した。
大会後、田口らの参加者は1922年春にあいついで日本に帰国し、第一次日本共産党（7月15日に「創立大会」を開催）へと合流した。彼らのうち猪俣・野中・鈴木・近藤らは、山川均・荒畑寒村に代表される共産党のサンディカリズム的傾向を批判し、合法大衆運動への積極的参加を主張して無産政党結成をめざす「政治研究会」の結成（1924年6月）に向かった。また近藤は大杉栄らアナキストグループと共産党との、いわゆる「アナ・ボル提携」を主張し、1922年1月には大杉と『労働運動』（第二次）を創刊した。

## 意義
在米社会主義者団は、片山がオランダ社会民主党員のリュトヘルスとの親交によりコミンテルンのアムステルダム・サブビューローと連絡を持っていたことから、コミンテルンによる「西回りルート」を通じた日本の社会主義者への働きかけに際して、重要な役割を果たした。
しかし幸徳事件後の「冬の時代」においてアメリカに亡命していた活動家と、厳しい弾圧下の日本に残っていた活動家との関係はあまり良好ではなく、在米もしくはアメリカ帰りの社会主義者はしばしば国内生え抜きの社会主義者からは「アメ亡」（「アメリカ亡命（者）」の略）と呼ばれ揶揄された。このため、その後の党内対立の結果、「アメ亡」グループの大半が早い時期に共産党を去ることになったこともあって、彼らによる共産党結党への貢献も長い間忘れられることになった。

## 関連文献
- 松尾尊兊 「在米日本人社会主義者団」『日本近現代史辞典』 東洋経済新報社、1978年
- 大原慧 「在米日本人社会主義者団」『国史大辞典』 吉川弘文館、1985年
- 岩村登志夫 「在米日本人社会主義者団」『日本史大事典』 平凡社、1993年